# عبدالمهدی کشفی
عبدالمهدی کشفی سیاست‌مدار ایرانی بود، که در  دوره بیست و سوم  به‌عنوان نماینده چابهار  در مجلس شورای ملی حضور داشت.